# Liste der Baudenkmäler in Stiefenhofen
Auf dieser Seite sind die Baudenkmäler in der schwäbischen Gemeinde Stiefenhofen zusammengestellt. Diese Tabelle ist eine Teilliste der Liste der Baudenkmäler in Bayern. Grundlage ist die Bayerische Denkmalliste, die auf Basis des Bayerischen Denkmalschutzgesetzes vom 1. Oktober 1973 erstmals erstellt wurde und seither durch das Bayerische Landesamt für Denkmalpflege geführt wird. Die folgenden Angaben ersetzen nicht die rechtsverbindliche Auskunft der Denkmalschutzbehörde.

## Baudenkmäler nach Ortsteilen

### Stiefenhofen
| Lage                      | Objekt                             | Beschreibung                                                                        | Akten-Nr.    | Bild                   |
| ------------------------- | ---------------------------------- | ----------------------------------------------------------------------------------- | ------------ | ---------------------- |
| Hauptstraße 7 (Standort)  | Katholisches Pfarrhaus             | verputzter bzw. verschindelter dreigeschossiger Blockbau mit Steilsatteldach, 1722. | D-7-76-127-2 | Katholisches Pfarrhaus |
| Hauptstraße 11 (Standort) | Katholische Pfarrkirche St. Martin | Chor und Turm um 1498, Langhaus 1911/12 von Michael Kurz; mit Ausstattung.          | D-7-76-127-1 | weitere Bilder         |

### Balzhofen
| Lage                    | Objekt                                       | Beschreibung                                                               | Akten-Nr.    | Bild                                         |
| ----------------------- | -------------------------------------------- | -------------------------------------------------------------------------- | ------------ | -------------------------------------------- |
| In Balzhofen (Standort) | Katholische Kapelle St. Agatha und Sebastian | kleiner Bau mit halbrundem Chor, im Kern 18. Jahrhundert; mit Ausstattung. | D-7-76-127-4 | Katholische Kapelle St. Agatha und Sebastian |

### Genhofen
| Lage                   | Objekt                               | Beschreibung                                                   | Akten-Nr.    | Bild           |
| ---------------------- | ------------------------------------ | -------------------------------------------------------------- | ------------ | -------------- |
| Genhofen 17 (Standort) | Katholische Filialkirche St. Stephan | Langhaus mittelalterlich, Chor und Turm 1495; mit Ausstattung. | D-7-76-127-5 | weitere Bilder |

### Hahnschenkel
| Lage                    | Objekt  | Beschreibung                                                                   | Akten-Nr.    | Bild    |
| ----------------------- | ------- | ------------------------------------------------------------------------------ | ------------ | ------- |
| Hahnschenkel (Standort) | Kapelle | mit dreiseitigem Schluss und Dachreiter, 18./19. Jahrhundert; mit Ausstattung. | D-7-76-127-6 | Kapelle |

### Harbatshofen
| Lage                       | Objekt                           | Beschreibung | Akten-Nr.     | Bild                             |
| -------------------------- | -------------------------------- | --- | ------------- | -------------------------------- |
| Harbatshofen 52 (Standort) | Bahnhof der Ludwig-Süd-Nord-Bahn | zweieinhalbgeschossiger, traufständiger Satteldachbau mit Seitenflügeln und angeschlossenem, ehemaliges Wasserhaus, verputzt (ursprünglich Sichtziegel), 1853, wohl von Eduard Rüber. | D-7-76-127-17 | Bahnhof der Ludwig-Süd-Nord-Bahn |

### Hopfen
| Lage                | Objekt                         | Beschreibung                                      | Akten-Nr.    | Bild                           |
| ------------------- | ------------------------------ | ------------------------------------------------- | ------------ | ------------------------------ |
| Hopfen 4 (Standort) | Katholische Kapelle St. Martin | erbaut um 1650, Chor gegen 1800; mit Ausstattung. | D-7-76-127-8 | Katholische Kapelle St. Martin |

### Mittelhofen
| Lage                     | Objekt     | Beschreibung | Akten-Nr.     | Bild           |
| ------------------------ | ---------- | --- | ------------- | -------------- |
| Mittelhofen 1 (Standort) | Bauernhaus | stattlicher Satteldachbau, giebelseitiger Eingang mit Pilasterrahmung, bezeichnet 1865, im Kern wohl älter; Kruzifix, 2. Hälfte 17. Jahrhundert | D-7-76-127-12 | weitere Bilder |

### Oberthalhofen
| Lage                        | Objekt     | Beschreibung | Akten-Nr.     | Bild       |
| --------------------------- | ---------- | --- | ------------- | ---------- |
| Oberthalhofen 15 (Standort) | Bauernhaus | Mitterstallbau, Wohnteil Blockbau verschindelt, 18. Jahrhundert, das Dach im 19. Jahrhundert aufgestellt, Wiederkehr im 20. Jahrhundert erneuert. | D-7-76-127-16 | Bauernhaus |

### Unterthalhofen
| Lage                                  | Objekt          | Beschreibung                                                                                                  | Akten-Nr.     | Bild            |
| ------------------------------------- | --------------- | --- | ------------- | --------------- |
| Bahnlinie Buchloe – Lindau (Standort) | Eisenbahnbrücke | dreibogiger Viadukt der Ludwig-Süd-Nord-Bahn, Backstein mit Nagelfluhbändern, um 1852/54; bei Bahn-Km 107, 2. | D-7-76-127-13 | Eisenbahnbrücke |

### Wolfsried
| Lage                    | Objekt                            | Beschreibung                                                         | Akten-Nr.     | Bild                              |
| ----------------------- | --------------------------------- | -------------------------------------------------------------------- | ------------- | --------------------------------- |
| (Standort)              | Katholische Siechenkapelle        | im Kern 17. Jahrhundert; mit Ausstattung.                            | D-7-76-127-14 | Katholische Siechenkapelle        |
| Wolfsried 18 (Standort) | Ehemaliges Siechen- und Armenhaus | verschindelter Blockbau, 2. Hälfte 18. Jahrhundert, stark verändert. | D-7-76-127-15 | Ehemaliges Siechen- und Armenhaus |